# HMS Zulu (F18)
Pour les autres navires du même nom, voir HMS Zulu.
Pour les articles homonymes, voir F18.
Le HMS Zulu est un destroyer de la classe Tribal de la Royal Navy.

## Histoire
Le navire entre en service au sein de la 4e flottille de destroyers. En décembre 1939 et janvier 1940, sa turbine est réparée à la suite d'avaries sur les sister-ships. Le 8 avril 1940, le Zulu, l'Afridi, le Gurkha, le Sikh, le Mohawk et le Cossack participent à la défense de la Norvège contre l'attaque allemande. Le 15 avril, le Zulu et le Faulknor font la reconnaissance à Narvik et dans les fjords voisins après la destruction des destroyers allemands. Le 24, il participe au bombardement de positions allemandes dans et autour de Narvik par le cuirassé Warspite et les croiseurs Effingham, Aurora et Enterprise. Le 12 mai, le Zulu coule le navire norvégien Nord-Norge confisqué par les Allemands à Hemnesberget. L'acte mené avec le croiseur Calcutta empêcha le transport de chasseurs alpins allemands afin de contourner les troupes britanniques à Mosjøen. De plus, le Zulu assure la sécurité des routes d'accès des îles Britanniques, comme un grand transport de troupes canadiennes fin mai et en août avec le Punjabi et le Tartar, quand la Force H est transférée de Gibraltar à la Home Fleet.
En mai 1941, le Zulu fait partie de l'escorte du convoi WS-8B. Les destroyers Zulu, Cossack, Maori, Sikh et le polonais Piorun s'éloignent du convoi pour localiser le cuirassé allemand Bismarck. Ils le trouvent et mènent dans la nuit des attaques de torpille. Ces attaques sont vaines, mais alertent le navire ennemi qui a utilisé des munitions.
Le 13 septembre, le Zulu, le Gurkha, le Legion, le Lively, le Lance, le Foresight et le Forester escortent les porte-avions Ark Royal et Furious qui viennent à Malte avec des Hawker Hurricane.
Le Zulu qui stationne à Malte auprès de la Force K participe le 18 janvier 1942 avec le croiseur Penelope et les destroyers Sikh, Lance, Lively et Jaguar à l'escorte de l'arrivée du convoi MW.8A/B parti d'Alexandrie et qui a été attaqué sévèrement. Les deux navires restants viennent à Malte le 19.
Le 25 janvier, on décide du transfert dans la Force K du croiseur Penelope et des destroyers Zulu, Lance, Legion, Lively et Maori. Le 13 février, le Penelope, le Zulu, le Sikh, le Legion, le Lively, le Fortune et le Decoy et quatre navires marchands vides vont vers trois autres remplis en direction d'Alexandrie. Ils subissent une attaque aérienne. Le Penelope, le Legion et le Lance venus entre-temps retournent à Malte puis peu après le Maori, le Decoy et le Fortune qui ont été endommagés. Les Zulu, Sikh et Lively continuent vers Alexandrie puis reviennent.
Après avoir reçu l'information, finalement fausse, du projet de torpillage d'un croiseur italien, l'amiral Philip Vian envoie le 9 mars 1942 les croiseurs Naiad, Dido, Euryalus et les destroyers Kipling, Kelvin, Lively, Sikh, Zulu, Hasty, Havock et Hero pour appréhender le navire ennemi et dans le même temps escorter le croiseur Cleopatra et le destroyer Kingston. Les avions italiens et allemands sont mis en fuite. Le 11 mars, l'U 565 coule au nord de Sollum le Naiad.
Le 20 mars 1942, le prochain convoi de quatre navires marchands va d'Alexandrie à Malte. Les forces de sécurité de la Royal Navy comprennent cinq croiseurs légers et 18 destroyers. Dans le cas d'une attaque de la flotte italienne, se formeraient six divisions qui devraient l'arrêter et permette l'esquive de cinq destroyers de la classe Hunt avec le convoi. Le 22, deux groupes italiens totalisant un cuirassé, deux croiseurs lourds, un croiseur léger et dix destroyers attaquent au-dessus de l'eau. Malgré la fumée massive et le brouillard dont se servent les Britanniques et le manque d'équipement radar, leurs navires arrivent à endommager considérablement des navires italiens. Le Zulu subit des dommages légers. Le convoi est perdu totalement le lendemain. Le Zulu peut participer à la seconde bataille de Syrte le 22 mars 1942.
Le 4 août 1942, le Sikh, le Zulu, le Croome et le Tetcott coulent le sous-marin allemand U 372 au large de Haïfa.
Le 14 septembre, le Sikh et le Zulu participent à l'opération Agreement, une intervention à Tobrouk. Le Sikh est frappé et coulé par des canons de 88 mm allemands et/ou des canons de 152 mm italiens ainsi qu'une bombe larguée d'un Macchi M.C.200. 115 membres d'équipage meurent, les survivants sont faits prisonniers. Le Zulu est endommagé, il ne peut plus faire de manœuvres. Il est détruit par un bombardement le lendemain. Parmi les membres d'équipage du Zulu, il y a douze morts, vingt-sept disparus et un blessé. Les survivants du Zulu sont recueillis à bord du Croome.